# Valmozzola
Valmozzola är en kommun i provinsen Parma i regionen Emilia-Romagna i Italien. Kommunen hade 515 invånare (2018).